# Jörg Schmidt
Jörg Schmidt (16 de febrero de 1961-21 de julio de 2022) fue un deportista de la RDA que compitió en piragüismo en la modalidad de aguas tranquilas.
Participó en los Juegos Olímpicos de Seúl 1988, obteniendo una medalla de plata en la prueba de C1 1000 m. Ganó una medalla de oro en el Campeonato Mundial de Piragüismo de 1982.

## Palmarés internacional
| Juegos Olímpicos   | Juegos Olímpicos      | Juegos Olímpicos | Juegos Olímpicos |
| Año                | Lugar                 | Medalla          | Evento           |
| ------------------ | --------------------- | ---------------- | ---------------- |
| 1988               | Seúl (Corea del Sur)  | Medalla de plata | C1 1000 m        |
| Campeonato Mundial |                       |                  |                  |
| Año                | Lugar                 | Medalla          | Evento           |
| 1982               | Belgrado (Yugoslavia) | Medalla de oro   | C1 1000 m        |